# Équipe cycliste Kenyan Riders
L'équipe cycliste Kenyan Riders Downunder est une équipe cycliste kényane créée en 2006. Elle court avec un statut amateur, à l'exception de la saison 2016, où elle obtient une licence  d'équipe continentale.

## Championnats nationaux
- Championnats de Nouvelle-Zélande sur route : 1
  - Course en ligne : 2016 (Jason Christie)

## Kenyan Riders Downunder en 2016[1]

### Effectif
| Cycliste          | Date de naissance | Nationalité      | Équipe 2015   |  |
| ----------------- | ----------------- | ---------------- | ------------- |  |
| Jason Christie    | 22 décembre 1990  | Nouvelle-Zélande | Avanti Racing |  |
| Thomas Coates     | 22 juillet 1992   | Australie        | Lifecycle CC  |  |
| Samwel Ekiru      | 2 décembre 1983   | Kenya            |               |  |
| Nathan Elliott    | 15 décembre 1990  | Australie        | H&R Block     |  |
| Joseph Gichora    | 19 janvier 1993   | Kenya            |               |  |
| Liam Hill         | 5 octobre 1993    | Australie        |               |  |
| Suleiman Kangangi | 9 décembre 1988   | Kenya            |               |  |
| Ayub Kathurima    | 6 août 1984       | Kenya            |               |  |
| Geoffrey Langat   | 15 septembre 1991 | Kenya            |               |  |
| Nick Miller       | 24 octobre 1991   | Nouvelle-Zélande |               |  |
| Samwel Mwangi     | 2 février 1984    | Kenya            |               |  |
| Morgan Smith      | 25 mai 1988       | Nouvelle-Zélande |               |  |
| Bradley Soden     | 12 août 1997      | Australie        |               |  |

### Victoires
| Date       | Course                                    | Pays             | Classe | Vainqueur      |
| ---------- | ----------------------------------------- | ---------------- | ------ | -------------- |
| 10/01/2016 | Championnat de Nouvelle-Zélande sur route | Nouvelle-Zélande | CN     | Jason Christie |
| 13/05/2016 | 3e étape du Tour de l'Ijen                | Indonésie        | 2.2    | Jason Christie |
| 19/05/2016 | 1re étape du Tour de Flores               | Indonésie        | 2.2    | Jason Christie |